# Priesterseminar Augsburg

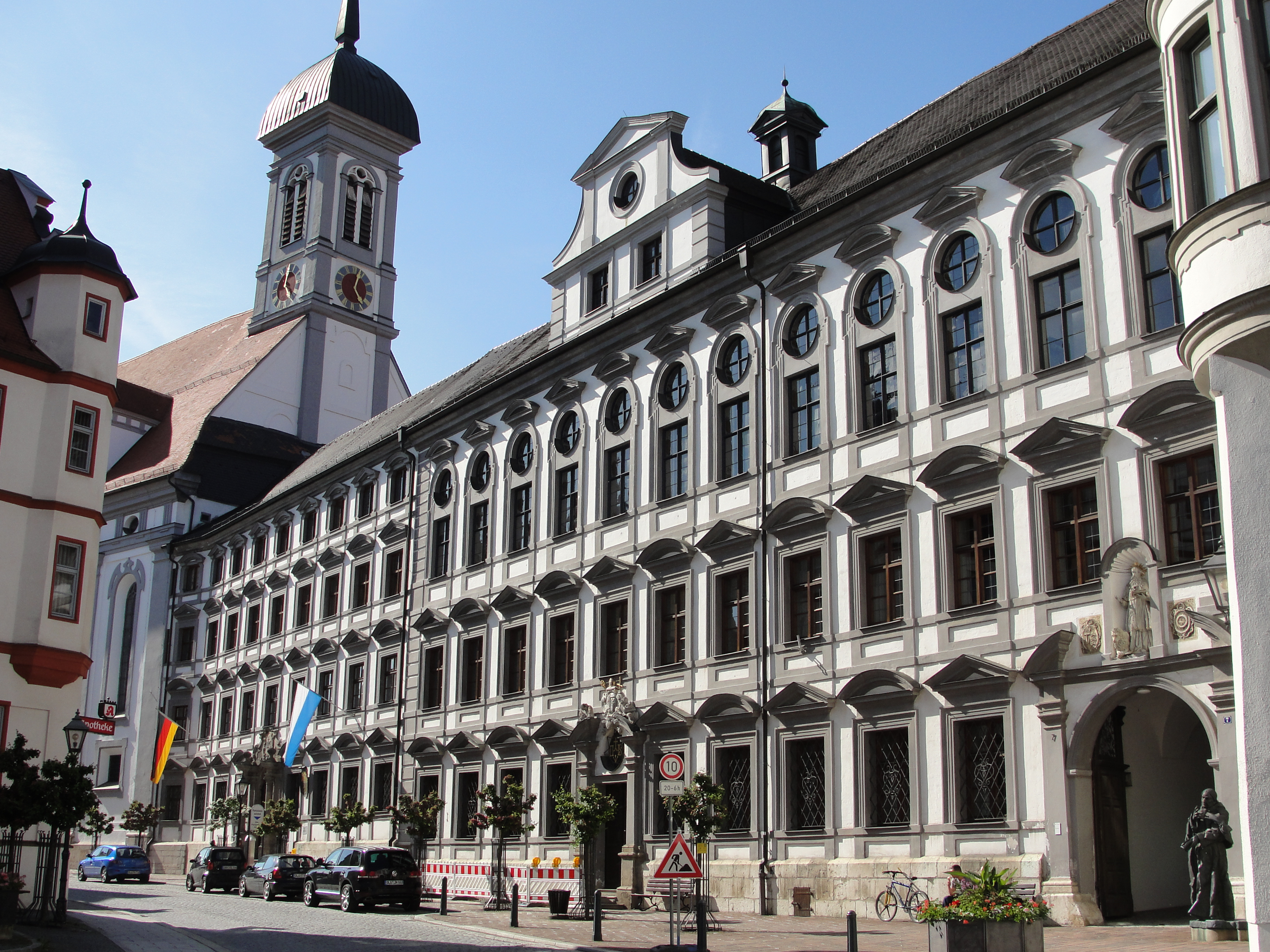
Heutige bayerische Lehrerbildungsanstalt

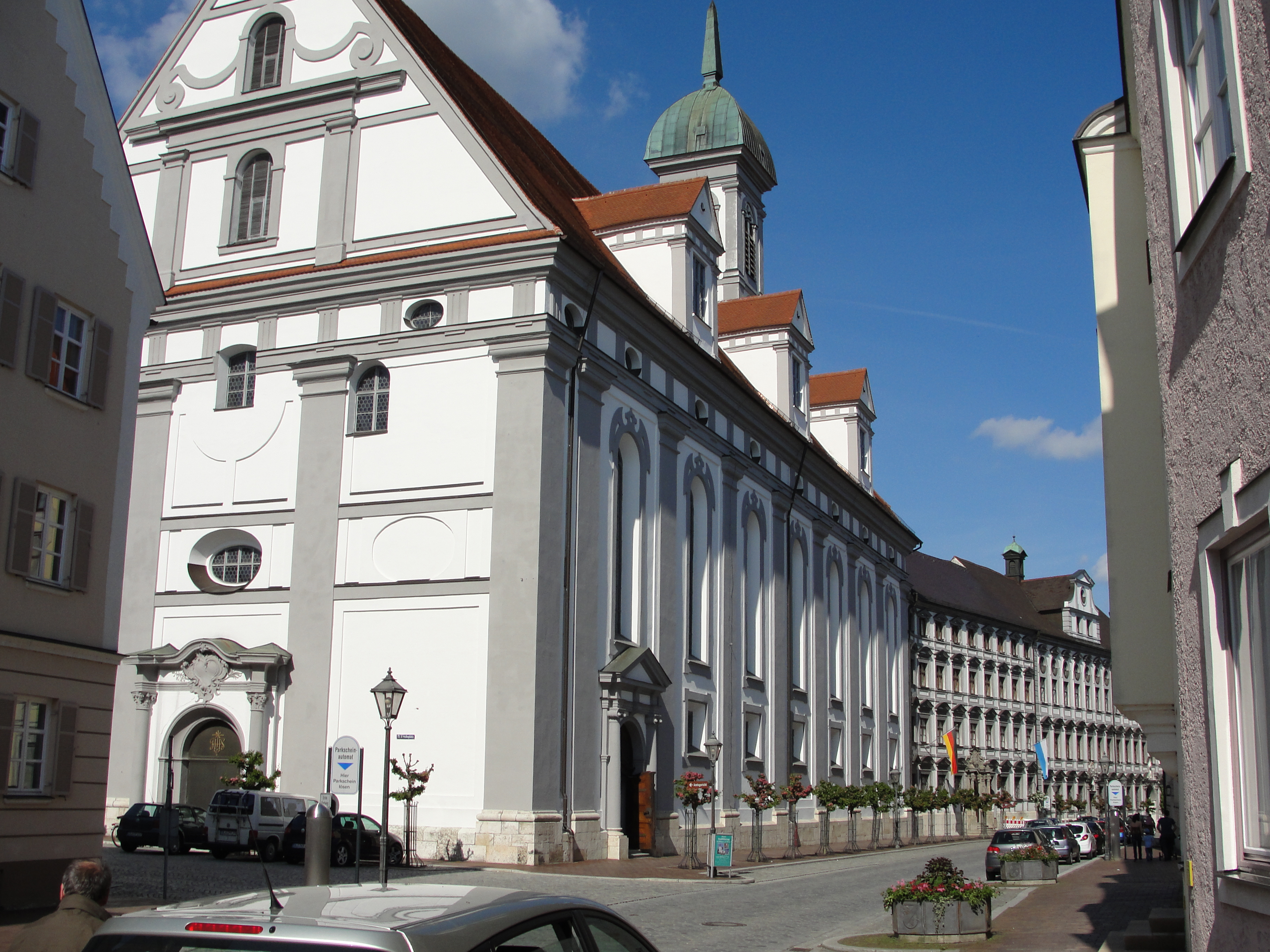
Studienkirche Mariä Himmelfahrt

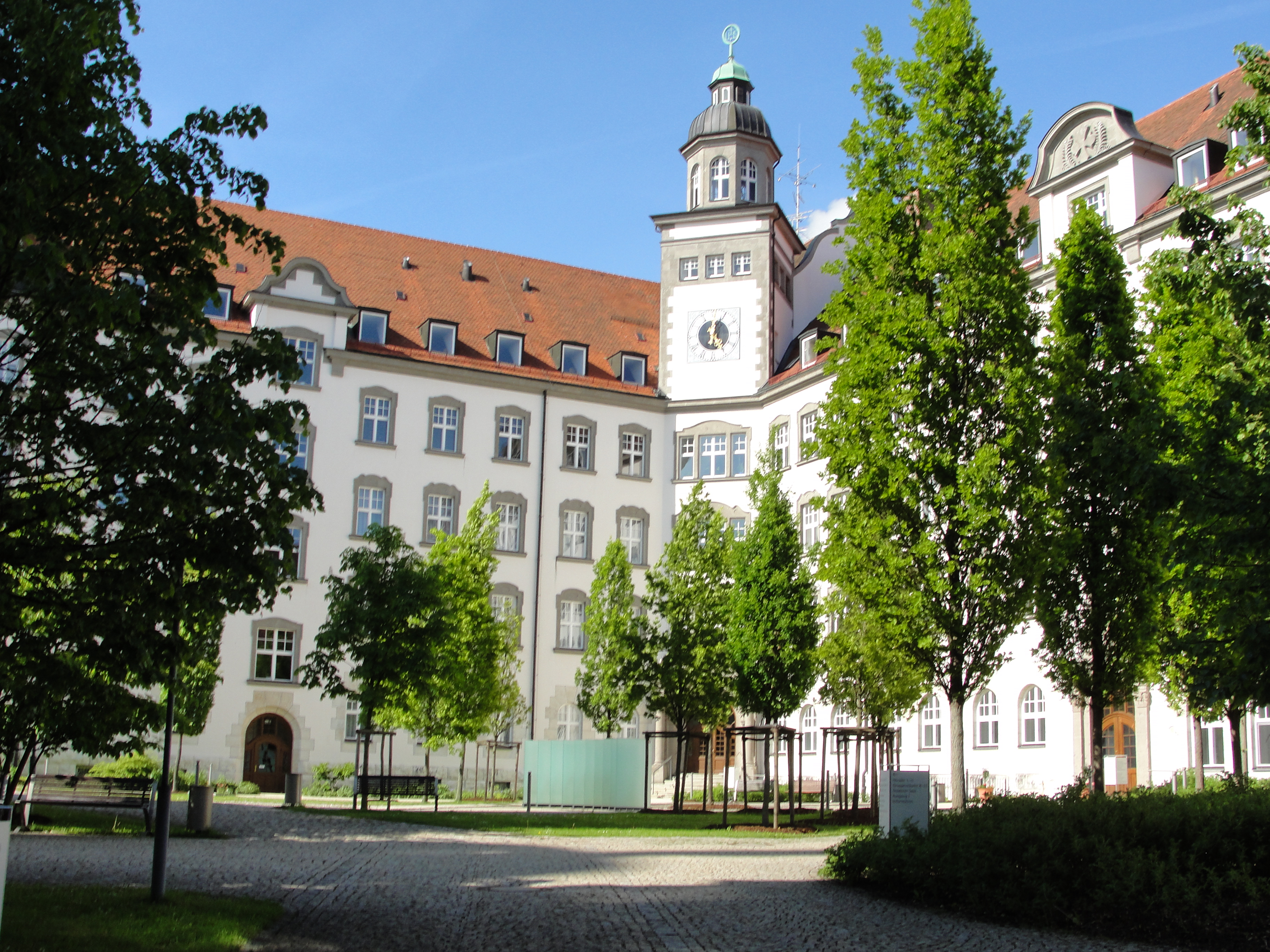
Ehemaliger Wohntrakt des Kollegs

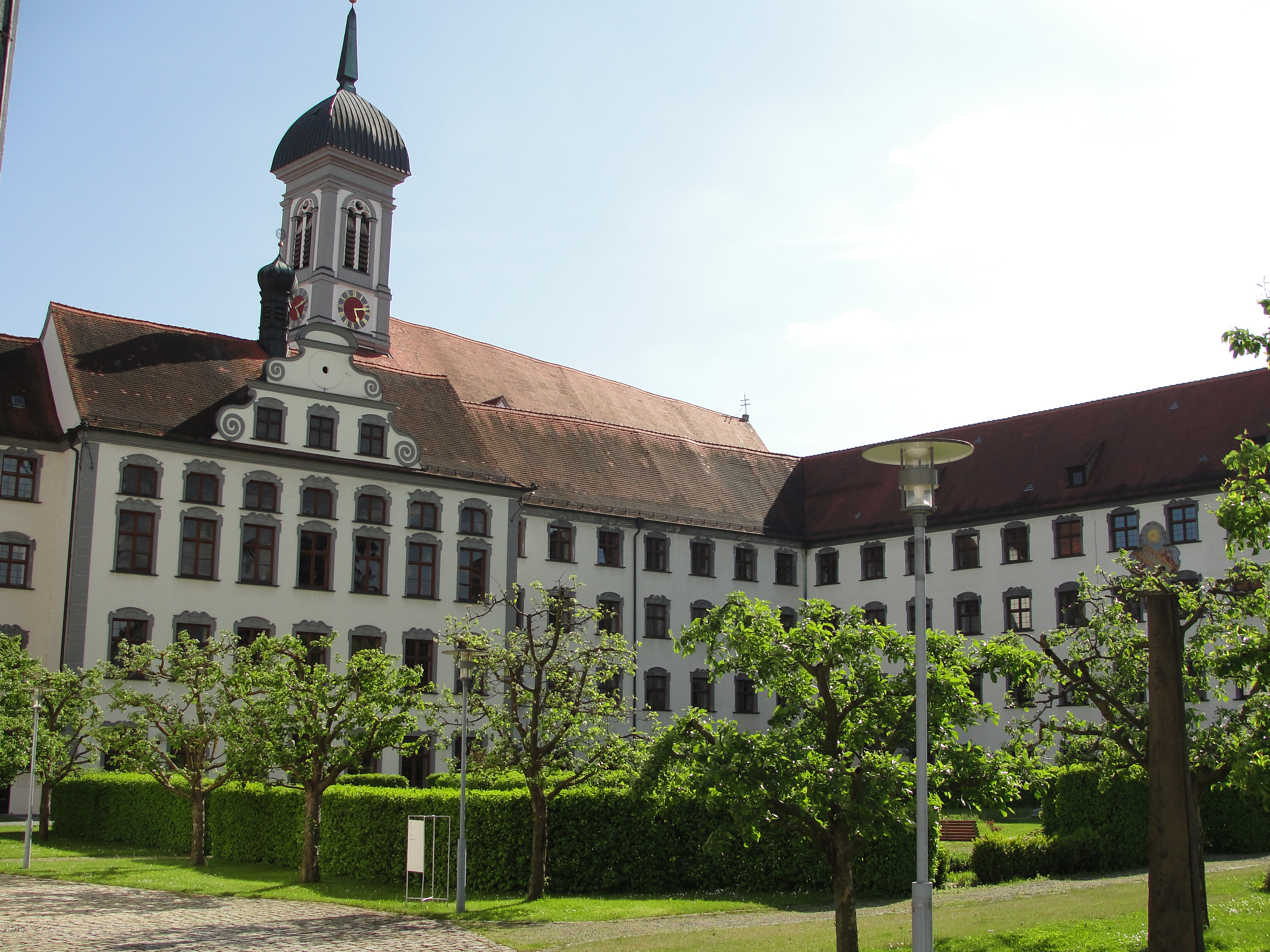
Rückwärtige Ansicht

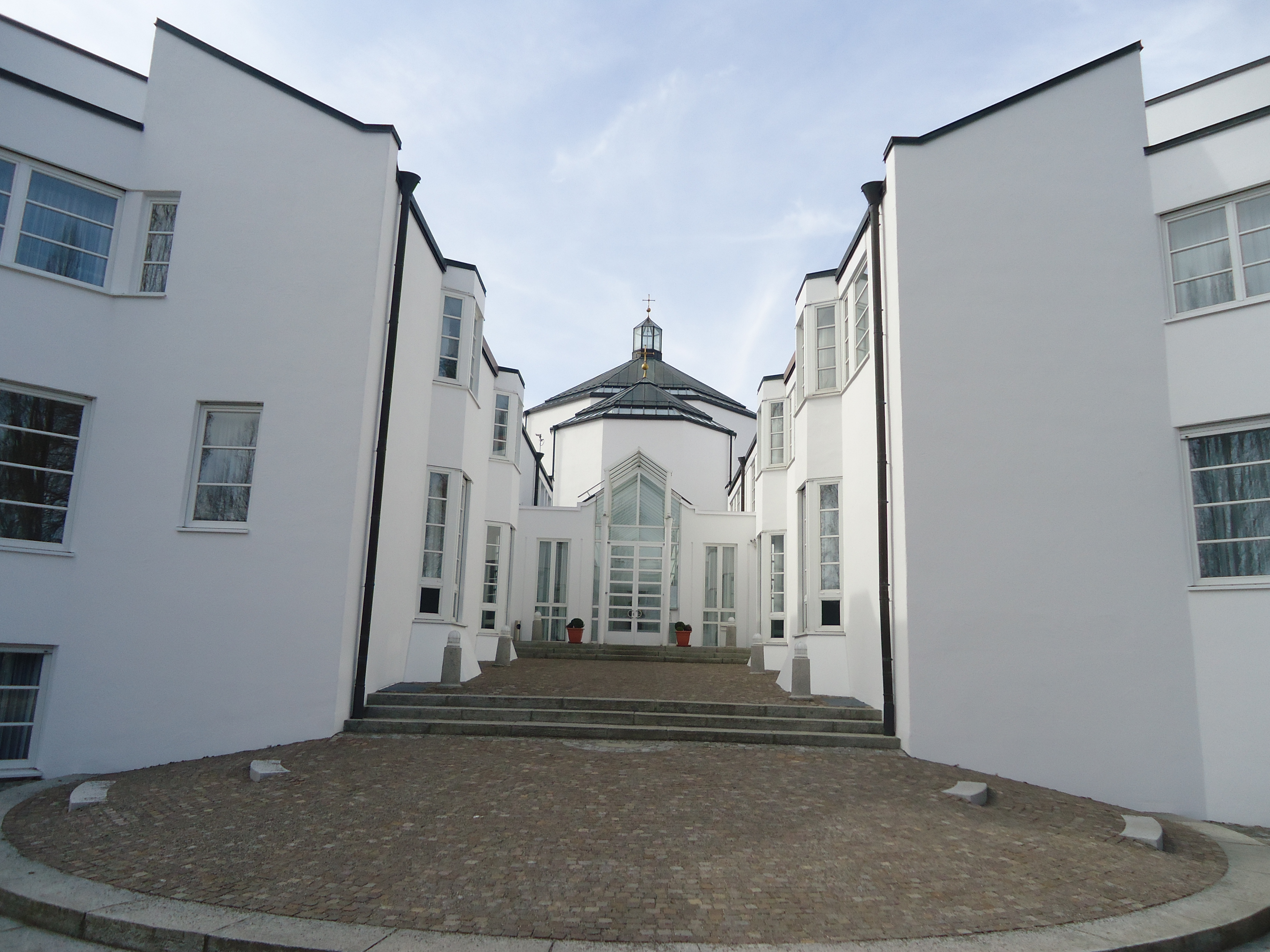
Eingang Priesterseminar Augsburg

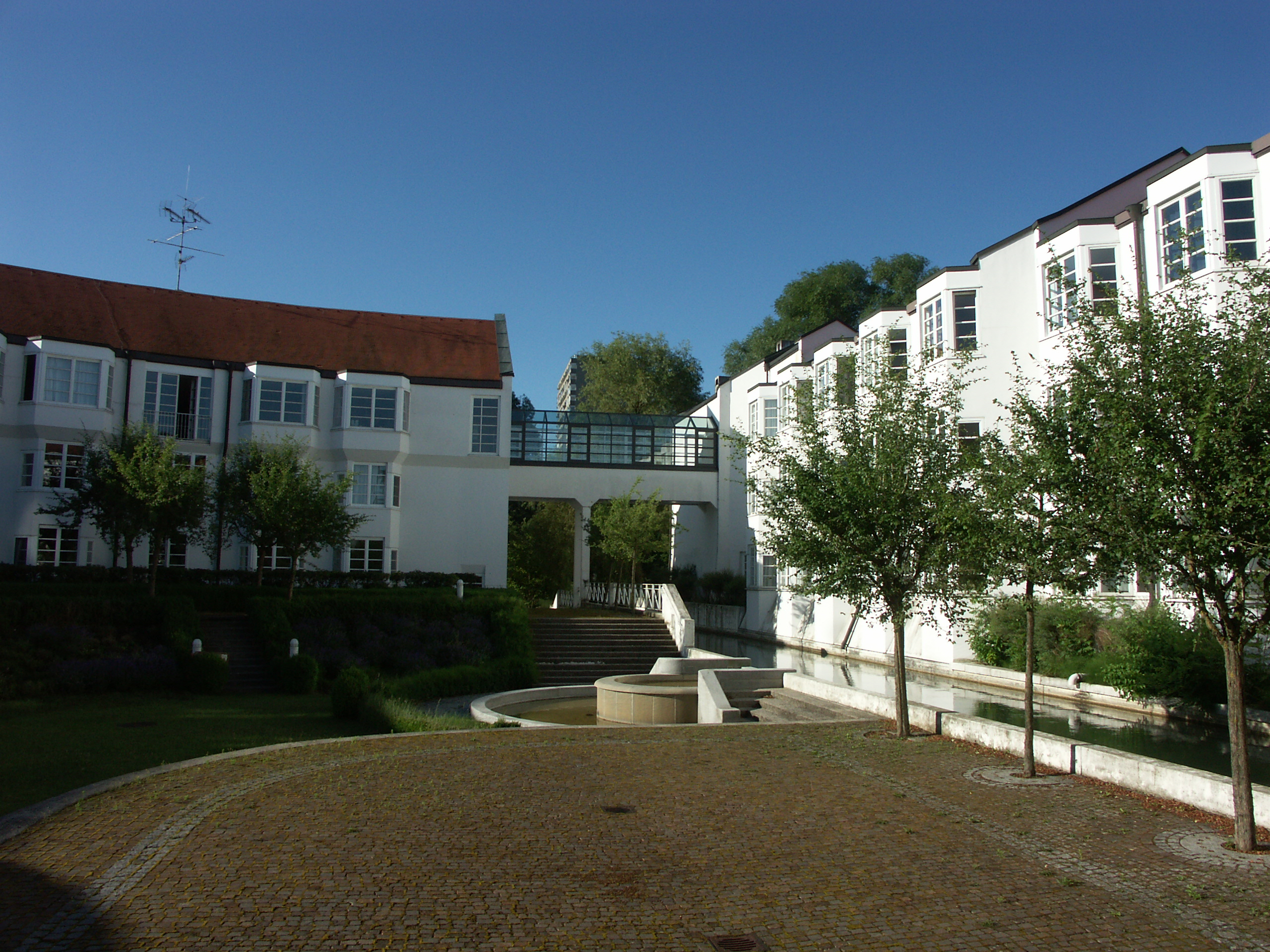
Innenhof Priesterseminar Augsburg

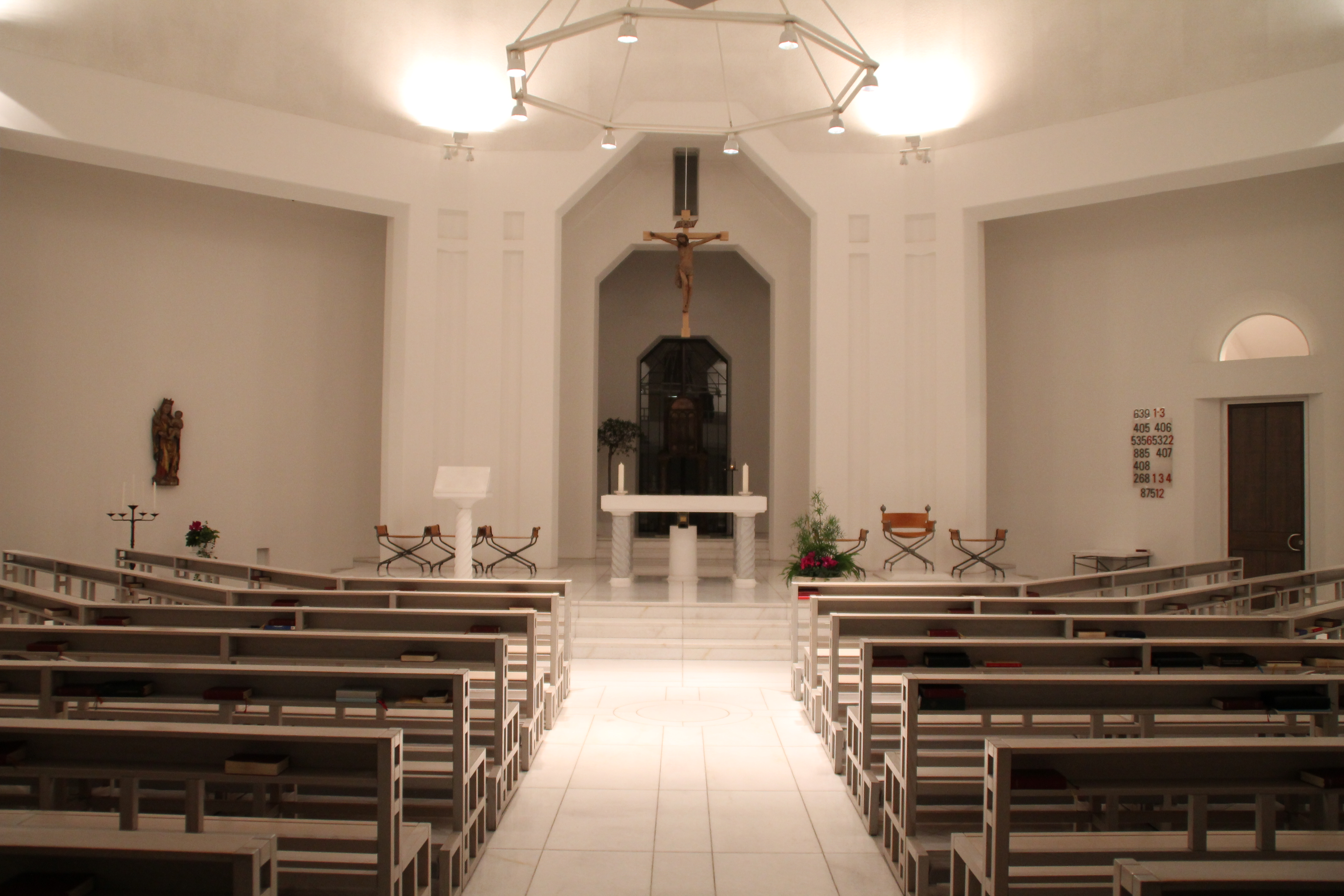
Seminarkirche Priesterseminar Augsburg

Das Priesterseminar St. Hieronymus ist das diözesane Priesterseminar des Bistums Augsburg. Das Seminar trägt den Namen des Kirchenvaters und Theologen Hieronymus, des Autors der lateinischen Bibelübersetzung Vulgata sowie Patrons der Gelehrten und Studenten.
Ursprünglich war dieses Priesterseminar als Jesuitenkolleg Collegium St. Hieronymi in Dillingen an der Donau beheimatet. In den 1970er Jahren wurde es dann nach Augsburg verlegt. Die feierliche Einweihung des dortigen Seminarneubaus fand durch den damaligen Papst Johannes Paul II. im Jahre 1987 statt. Das Priesterseminar hat das Ziel, junge Priesteramtskandidaten auf dem Weg zum Priestertum vorzubereiten und auszubilden.

## Einführung
St. Hieronymus ist eines der größten Priesterseminare im deutschen Sprachraum. Seine Geschichte reicht zurück ins 16. Jahrhundert. Ursprünglich war das Priesterseminar der Diözese Augsburg, das heute in Augsburg-Hochfeld beheimatet ist, in Dillingen an der Donau, das über lange Zeit auch Sitz des Bischofs von Augsburg war, angesiedelt. Im Zuge der Gründung der Universität Augsburg im 20. Jahrhundert wurde das Priesterseminar nach Augsburg verlegt. Die theologische Ausbildung der Seminaristen findet an der Katholisch-Theologischen Fakultät der Universität Augsburg statt.

## Geschichtliches
Im Jahr 1549 rief der Fürstbischof von Augsburg, Kardinal Truchsess Otto von Waldburg das „Collegium Sancti Hieronymi“ zur Priesterausbildung in Dillingen an der Donau, der damaligen Bischofsstadt, ins Leben, 1563 übergab er dessen Leitung zusammen mit der Dillinger Universität in die Verantwortung der Jesuiten, wo im Laufe der Zeit zahlreiche bekannte Theologen lehrten. So waren Johann Michael Sailer und der spätere Kardinal Walter Brandmüller dort als Professoren tätig.

## Geschichtliche Entwicklung

### Theologische Hochschule in Dillingen
Die Societas Jesu (Jesuiten) war bis 1773 für die Priesterausbildung der Diözese Augsburg verantwortlich. Durch sie erlangte die Dillinger Universität im deutschen Sprachraum einen guten Ruf. 1614 wurde durch Bischof Heinrich von Knöringen mit Umsetzung des Trienter Konzils (Tridentinisches Konzil) das Bischöfliche Klerikalseminar gegründet. Dadurch war die Krise der Reformationszeit gebannt, die für den Augsburger Klerus bestand. Nach der Säkularisation begann für das Dillinger Seminar eine erneute Blütezeit.
Heute ist in den Räumen des Kollegs die bayerische Akademie für Lehrerfortbildung und Personalführung untergebracht. Sehenswert sind unter anderem die Bibliothek und der Goldene Saal.

### Seminar in Pfaffenhausen
Nachdem das Platzangebot in Dillingen begrenzt war, wurde 1745 durch Fürstbischof Joseph Landgraf von Hessen ein zusätzliches Seminar in Pfaffenhausen im Landkreis Unterallgäu geschaffen, wo die pastorale Ausbildung der zukünftigen Geistlichen stattfand. Als Seminarkirche diente den Studenten die heutige Pfarrkirche. Daher erklärt sich auch ihre auffallende Größe. Nach der Säkularisation 1803 wurde das Pfaffenhausener Seminar wieder geschlossen. Es ging 1894 in den Besitz von Dominikus Ringeisen über, heute ist in dem ehemaligen Priesterseminar ein Blindenheim untergebracht.

### Verlegung nach Augsburg
Im Zuge der Gründung der Universität Augsburg in den Jahren 1970/71 veranlasste Bischof Josef Stimpfle die Verlegung des Priesterseminars nach Augsburg. Zunächst fand es Aufnahme im Mutterhaus der Barmherzigen Schwestern in der Gögginger Straße. 1987 konnte der von Alexander Freiherr von Branca entworfene Neubau in der Stauffenbergstraße bezogen werden. Der Bau des Priesterseminars fand internationale Beachtung. Es sollte ein Haus sein, das den Erfordernissen einer orts- und zeitgemäßen Priesterausbildung entspricht.
Die feierliche Benediktion erfolgte durch Papst Johannes Paul II. am 4. Mai 1987 im Rahmen seines zweiten Pastoralbesuches in Deutschland.
„Mit der Hilfe Gottes soll das neue Priesterseminar bis weit in das dritte Jahrtausend hinein Ort der Ausbildung von Generationen von Priestern werden.“ (Zitat aus der Urkunde der Grundsteinlegung)

## Das Seminar heute

### Standort
Das Priesterseminar steht im Planungsraum Hochfeld, etwa 3 Kilometer südlich des Augsburger Stadtzentrums und unmittelbar nördlich des Augsburger Universitätsviertels, wo sich die Universität Augsburg befindet.
Das Priesterseminar St. Hieronymus liegt verkehrsgünstig an der Haunstetter Straße: Südlich leitet ein Direktzubringer von der Bundesstraße 17  über die Friedrich-Ebert-Straße zur Haunstetter Straße. Nördlich erreicht man das Seminar entweder von Osten her über die Bundesstraße 300 von Friedberg kommend oder über das Stadtzentrum. In der Nähe des Seminars befindet sich der Bahnhaltepunkt Haunstetter Straße sowie die Straßenbahnlinie 2. Die Innenstadt ist vom Seminar aus in gut einer halben Stunde zu Fuß zu erreichen.

### Außenansicht
Das Priesterseminar St. Hieronymus wurde vom Architekten Alexander von Branca entworfen und umgesetzt. Der Seminarkomplex ist in mehrere zusammenhängende Gebäude unterteilt. Diese umfassen einen Wohnbereich für die Seminaristen in Form eines Viertelkreises, einen weiteren Wohnbereich, der überwiegend als Studentenwohnheim für externe Studierende genutzt wird, eine Turnhalle, ein großer Speisesaal, Unterrichts- und Studierräume sowie eine großzügige Bibliothek. Zudem verfügt das Gebäude über einen großen Saal für Konferenzen, Veranstaltungen und Festlichkeiten. In der Mitte dieses Komplexes steht die geostete Seminarkirche, angeschlossen daran ist die Seminarkapelle.
Aus dem durch die große Gartenanlage des Seminars verlaufenden Lochbach wird mittels einer Kaplan-Turbine Ökostrom für das Seminar erzeugt.

### Innenansicht
Der innere Bereich des Priesterseminars ist in einem schlichten Weiß ausgestaltet. Viele Fenster durchfluten das Gebäude mit Tageslicht.
Die Seminarkirche ist architektonisch gesehen ein Oktogon und deren Tabernakel ist in Richtung Osten ausgerichtet. Seminarkirche und -kapelle teilen sich diesen Tabernakel.
Die Seminarkirche befindet sich im Mittelpunkt des Seminars: zunächst rein architektonisch, denn um sie herum sind alle Lebensbereiche im Gebäude angeordnet. Andererseits ist die Seminarkirche als Ort des Heiligen und der Gegenwart Gottes in der Mitte des Seminars auch aus einem bewusst gewählten Sinn geistlich herausgehoben, da sich das Leben im Seminar um die Feier der Eucharistie herum aufbaut.
Das Deckengemälde schuf Peter Schubert und bezieht sich auf die Bibelstelle Eph 4,10:
„Derselbe, der herabstieg, ist auch hinaufgestiegen bis zum höchsten Himmel, um das All zu beherrschen“.
Die kräftigen Farben des Gemäldes nehmen Bezug auf den Stil barocker Kirchenmalerei. Es greift die Thematik des Himmels, der den Menschen offensteht, auf. Das Thema des Himmels kommt auch im Deckengemälde der Kapelle zum Tragen.
Die acht Ecken, aus denen die Seminarkirche und die Kapelle aufgebaut sind, bilden ein Oktagon und verweisen auf die Vollendung bei Gott sowie für den achten Tag der Schöpfung, der auf die ewige Wohnstatt bei Gott hindeutet.
Das Kirchweihfest der Seminarkirche ist der 10.5., an diesem Tag im Jahr 1987 weihte Bischof Stimpfe die Kirche. Die Seminarkirche ist dem Hl. Kreuz geweiht. Ihr Titularfest ist das Fest Kreuzerhöhung (am 14. September). Bereits im alten Dillinger Priesterseminar von 1603 gab es eine Hauskapelle, die dem Hl.Kreuz geweiht war.

## Die Ausbildung

### Wege zum Priestertum
Über folgende Bildungswege kann man im Priesterseminar Augsburg Priester werden:

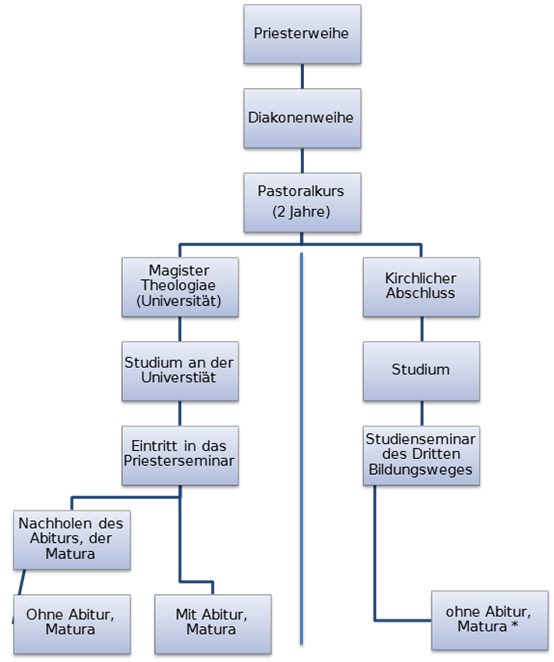
Wege zum Priester in Deutschland

- Erster Bildungsweg: Nach bestandenem Abitur Studium der Theologie, Abschluss Magister Theologiae an der Universität Augsburg.
- Zweiter Bildungsweg: Nachholen des Abiturs oder über ein Vordiplom, Studium der Theologie, Abschluss Magister Theologiae an der Universität Augsburg.
- Dritter Bildungsweg: Studium im Studienhaus St. Lambert in Lantershofen mit kirchlichem Abschluss.
- Nach Abschluss des Studiums absolvieren die Priesterseminaristen zwei Jahre im Pastoralkurs. Abschlüsse sind die Weihe zum Diakon (nach dem ersten Jahr) und die Priesterweihe (nach dem zweiten Jahr).

### Ablauf
Die Ausbildung dauert insgesamt 7 Jahre, davon 5 Jahre Studium. Die Seminaristen im gleichen Studienjahr werden zu einem sogenannten Kurs zusammengefasst. In den ersten Semester findet begleitend die Propädeutische Phase statt, in der Einblick in den pfarrlichen und sozialen Dienst der Kirche, Pastoralpsychologische Begleitung und eine Einführung in das geistliche Leben stattfindet. Vier von fünf Studienjahren leben und studieren die Seminaristen in Augsburg. Das dritte Studienjahr sieht für die Seminaristen das sogenannte Freijahr vor, ein auswärtiges Studienjahr, für das sie den Ort selbst wählen können. Während diesem Jahr wohnen die Seminaristen außerhalb des Priesterseminars, was der Prüfung der eigenen Berufung dienen soll. Nach dem fünfjährigen Studium absolvieren die Seminaristen zwei Jahre praktische Ausbildung im Pastoralpraktikum, wo sie in der Mitarbeit in Pfarreien praktische Inhalte des Priesterberufs vermittelt bekommen.
| Kurs            | Anzahl der Seminaristen 2024 | Bemerkungen                                                                    |
| --------------- | ---------------------------- | ------------------------------------------------------------------------------ |
| I. Kurs         | 6                            | Aufnahme ins Priesterseminar                                                   |
| II. Kurs        | 4                            |                                                                                |
| III. Kurs       | 4                            | Freijahr außerhalb des Priesterseminars                                        |
| IV. Kurs        | 5                            |                                                                                |
| V. Kurs         | 4                            |                                                                                |
| Lantershofen    | 1                            | Studium im Studienhaus St. Lambert                                             |
| Germanicum      | 1                            | Studium im Germanicum in Rom                                                   |
| Praktikum       | 1                            |                                                                                |
| Pastoralkurs I  | 1                            | Mitarbeit in einer Pfarrei, Abschluss durch die Diakonatsweihe                 |
| Pastoralkurs II | 2                            | Mitarbeit in einer Pfarrei als geweihter Diakon, Abschluss durch Priesterweihe |